# Kevin Spraggett
Kevin Spraggett (Montréal, 10 novembre 1954) è uno scacchista canadese, Grande maestro.

## Carriera
È stato l'unico canadese a qualificarsi per il Torneo dei candidati (due volte, nel 1985 e nel 1988). Ha vinto cinque volte, nel periodo 1984-1996, il campionato canadese assoluto, e otto volte (un record) il campionato canadese open. È considerato uno dei più forti giocatori canadesi di sempre.
Partecipazioni alle qualificazioni per il mondiale:
- Nel 1985 si classifica quarto all'Interzonale di Taxco in Messico, qualificandosi per il torneo dei candidati di Montpellier, dove non ottiene però il punteggio necessario per accedere ai match dei candidati. Acquisisce però il diritto di partecipare direttamente ai match dei candidati del ciclo successivo.
- Nel 1988, nei match dei candidati di Saint John in Canada, sconfigge il sovietico (poi diventato francese) Andrej Sokolov (numero quattro del mondo per Elo in quel periodo), agli spareggi rapid. Nei quarti di finale del 1989 a Québec perse però contro il sovietico Artur Jusupov.
- Nel 1999 partecipa al Campionato del mondo FIDE di Las Vegas, ma perde il match del primo turno contro lo statunitense Alex Yermolinsky.

Altri risultati:
- Ha partecipato col Canada a otto edizioni delle Olimpiadi, sei volte in prima scacchiera,   vincendo una medaglia d'argento in seconda scacchiera alle olimpiadi di Istanbul 2000.[1]
- Ha vinto numerosi tornei, tra cui per citare i più importanti:
  - il World Open di Filadelfia del 1983, uno dei tornei open più forti del mondo
  - il Campionato del Commonwealth nel 1984 a Londra e nel 1985 a Hong Kong
  - il New York Open del 1984.

È stato per 23 volte al primo posto della classifica Elo canadese al termine dell'anno (1980, 1982–1990, 1992–2000, 2002-2005).<
Nel 2000 è stato ammesso nella "Canadian Chess Hall of Fame", fondata in quell'anno da David Cohen.
Raggiunse il massimo Elo in gennaio del 2007, con 2633 punti.